# (9063) Washi
(9063) Washi (1992 YS) – planetoida z grupy pasa głównego asteroid okrążająca Słońce w ciągu 3,51 lat w średniej odległości 2,31 au. Odkryta 17 grudnia 1992 roku.